# August Lešnik
August Lešnik (Zagabria, 16 luglio 1914 – Zagabria, 24 febbraio 1992) è stato un calciatore croato, di ruolo attaccante.

## Palmarès

### Club
- Campionato jugoslavo: 2

Građanski Zagabria: 1936-1937, 1939-1940
- Campionato croato: 2

Građanski Zagabria: 1941, 1943

### Individuale
- Capocannoniere del campionato jugoslavo: 2

1937-1938 (17 gol), 1938-1939 (22 gol)